# Forno elettrico da cucina

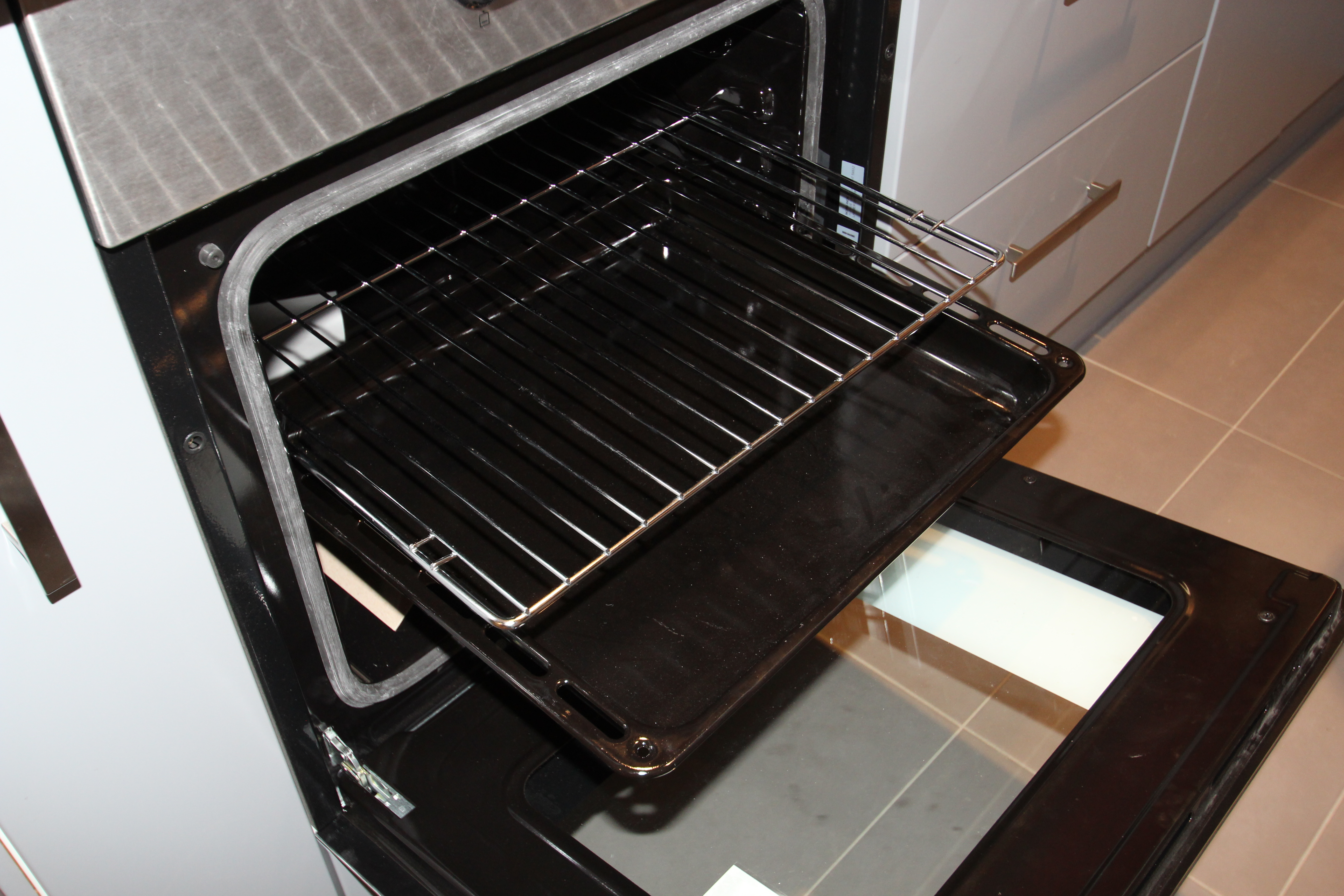
Forno elettrico da cucina aperto.

Il forno elettrico da cucina è un forno composto da corpi metallici comunemente denominati resistenze, posizionati in determinati punti, che riscaldandosi forniscono l'energia necessaria al cibo per la cottura.